# وينستون برانش
وينستون برانش (بالإنجليزية: Winston Branch)‏ هو رسام أمريكي، ولد في 1947 في كاستريس في سانت لوسيا.